# Chloroperla nevada
Chloroperla nevada är en bäcksländeart som beskrevs av Peter Zwick 1967. Chloroperla nevada ingår i släktet Chloroperla och familjen blekbäcksländor. Inga underarter finns listade i Catalogue of Life.